# Brattholmen (Berfjord)
Pour les articles homonymes, voir Brattholmen (homonymie).
Brattholmen est une île dans le landskap Sunnhordland du comté de Vestland. Elle appartient administrativement à Lindås.

## Géographie
Rocheuse et couverte d'arbres, elle s'étend sur environ 216 m de longueur pour une largeur approximative de 124 m.